# Остшешув
Остшешув (пол. Ostrzeszów)  —  город  в Польше, входит в Великопольское воеводство,  Остшешувский повят.  Имеет статус городско-сельской гмины. Занимает площадь 12,18 км². Население 14 490 человек (на 2004 год).